# 中国驻坦桑尼亚大使馆
中华人民共和国驻坦桑尼亚联合共和国大使馆，简称中国驻坦桑尼亚大使馆，是中华人民共和国在坦桑尼亚的官方外交代表机构。位于坦桑尼亚前首都达累斯萨拉姆的NO.2 Kajificheni Close, Toure Drive。

## 历史
中国与坦噶尼喀于1961年12月9日建交，中国政府随即在达累斯萨拉姆设立驻坦噶尼喀大使馆。1964年4月26日，坦噶尼喀与桑给巴尔组成联合共和国，后定名为坦桑尼亚联合共和国，中国驻坦噶尼喀大使馆也随之改为驻坦桑尼亚大使馆。

## 机构设置
根据有关规定，中国驻坦桑尼亚大使馆设置下列机构：

### 内设机构
- 政治处
- 经商处
- 文化处
- 办公室

2021年起，开始派驻武官，首任国防武官于阗。此外，中国在坦桑尼亚还设有首席军事专家办公室，为坦桑尼亚人民国防军提供军事援助。

### 总领事馆
- 中国驻桑给巴尔总领事馆

## 外部連結
- 中华人民共和国驻坦桑尼亚联合共和国大使馆官方网站（简体中文）（英文）（斯瓦希里语）
- 中国驻坦桑尼亚大使馆的Facebook專頁
- 中国驻坦桑尼亚大使馆的X（前Twitter）